# Dactylanthus taylorii
Dactylanthus taylorii, vulgarmente conhecida como rosa-de-madeira, é uma planta totalmente parasitária, a única endémica da Nova Zelândia. A árvore hospedeira responde à presença de Dactylanthus formando uma estrutura semelhante a um cecídio que se assemelha a uma rosa de madeira canelada (daí o nome comum). Quando as flores emergem no chão da floresta, elas são polinizadas por uma espécie de morcego nativa.

## Taxonomia e nomenclatura
Dactylanthus taylorii foi descoberta pelos europeus em março de 1845, quando o Rev. Richard Taylor encontrou a 12 km ao sul de Raetihi. Em 1856, Taylor levou um espécime para Joseph Hooker, na Inglaterra, que descreveu formalmente a espécie em 1859.